# Palácio de Küçüksu
O Palácio de Küçüksu (em turco: Küçüksu Kasrı), também conhecido como Pavilhão de Küçüksu ou Pavilhão de Göksu é um antiga residência de verão da família imperial otomana situada na margem asiática do Bósforo, a norte da Ponte Fatih Sultão Mehmet e Anadoluhisarı, no distrito de Beykoz de Istambul, Turquia. O palácio era usado pelos sultões otomanos para curtas estadias durante passeios no campo e caçadas.

## História
O palácio foi mandado construir pelo sultão Abdul Mejide I (r. 1839–1861) e foi projetado pelos arquitetos arménios istambulitas Garabet Amira Balian e o seu filho Nigoğayos Balian em estilo neobarroco. Finalizada em 1857, a estrutura substituiu um palácio anterior em madeira com dois andares, que tinha sido erigido durante o reinado de Mamude I (r. 1730–1754) pelo grão-vizir Divittar Mehmed Paxá. Esse antigo palácio foi depois reconstruído por Selim III (r. 1789–1807) e Mamude II (r. 1808–1839).
O edifício construído pelos Balian tem dois andares principais e uma cave. Ao contrário dos outros palácios, cujos jardins estão rodeados de muros altos de alvenaria, os jardins de Küçüksu têm uma cerca de ferro fundindo, a qual se abre em quatro portões, um em cada um  dos lados da propriedade. Na cave estão instalados os aposentos dos serviçais, uma cozinha e uma despensa. A planta dos pisos superiores refelete a estrutura tradicional das casas turcas: um quarto em cada um dos quatro cantos, dispostos em volta duma sala central. Os quartos virados para o mar têm duas lareiras, enquanto que os restantes têm apenas uma. Todos estão decorados com mármore italiano colorido e ostentam candelabros de cristal da Boémia, cortinas, estofos e tapetes fabricados em Hereke. Nas paredes encontram-se pinturas e objetos de arte. A decoração do interior esteve a cargo de Sechan, um designer de teatro da Ópera Estatal de Viena.
Durante o reinado de Abdulazize (r. 1861–1876), foi adicionada mais decoração muito elaborada à fachada e alguns dos edifícios menores do jardim foram demolidos. No início da era republicana, o local foi usado como casa de hóspedes estatal durante alguns anos. Após grandes obras de restauro, o palácio abriu ao público como museu em 1944.
O Palácio de Küçüksu aparece no filme da série James Bond "The World Is Not Enough" como a mansão de uma mulher de Bacu.